# Zygmunt Skupniewicz
Zygmunt Skupniewicz (ur. 16 września 1927 w Poznaniu, zm. 5 lutego 2020) – architekt poznański doby modernizmu, głównie projektujący budynki szkolne i akademickie.

## Życiorys
Studia na Wydziale Architektury Szkoły Inżynierskiej w Poznaniu ukończył w 1953. Od 1952 był zatrudniony w Miastoprojekcie-Poznań, gdzie wraz z Witoldem Milewskim zaczął projektować budynki szkolne i akademickie. W 1959 uzyskał dyplom Wydziału Architektury Politechniki Wrocławskiej. W latach 1963–1980 tworzył wewnątrz Miastoprojektu, z Milewskim i Lechem Sternalem (kierownik), Pracownię Szkolnictwa Wyższego.
Pochowany na cmentarzu Miłostowo w Poznaniu.

## Wyróżnienia i nagrody
- nagroda ministra Gospodarki Przestrzennej i Budownictwa za projekt Ośrodka Nauki PAN w Poznaniu na ul. Wieniawskiego (1994)
- medal wojewody wielkopolskiego Ad Perpetuam Rei Memoriam (2004)
- Honorowa Nagroda Oddziału Poznańskiego SARP (2004)

## Najważniejsze projekty w Poznaniu
Samodzielnie:
- odznaka szkolna Państwowego Liceum Budowlanego, 1948[2],
- Hala nr 9 MTP, 1971–1972,
- odznaka 40-lecia Miastoprojektu, 1988,

z Władysławem Jezierskim:
- Osiedle Owsiana-Dożynkowa, 1956–1960,

z Witoldem Milewskim i Lechem Sternalem:
- Dom Studencki Eskulap, ul. Przybyszewskiego, 1960–1973,
- budynki Wydziału Mechanicznego i Wydziału Elektrycznego Politechniki Poznańskiej na Piotrowie, 1965–1979,
- kampus Akademii Rolniczej na Sołaczu, al. Wojska Polskiego, 1970–1978,
- Biblioteka Główna i budynek dydaktyczny Akademii Ekonomicznej, tzw. Collegium Altum, ul. Powstańców Wielkopolskich 1973–1993,
- Szkoła Aspirantów Straży Pożarnej na Dębcu, około 1975,
- Dom Weterana na Szelągu, 1965–1972,
- Kampus UAM Morasko (niezrealizowany, zwyciężyli: Jerzy Gurawski i Marian Fikus),
- rozbudowa Teatru Polskiego (niezrealizowany),

z Witoldem Milewskim:
- szkoła przy ul. Klemensa Janickiego, 1958,
- dom studentów i stołówka UAM Jowita, ul. Zwierzyniecka 7, 1960–1964,
- Zespół Szkół Muzycznych, ul. Solna, 1964–1967,
- liczne szkoły podstawowe w Poznaniu i Wielkopolsce,
- kampus UAM Marcelin (niezrealizowany),

z Zygmuntem Lutomskim:
- Ośrodek Naukowy, ul. Wieniawskiego, 1991–1993,
- baza magazynowa Pewexu przy ul. Strzeszyńskiej,
- budynek PKO BP w Opalenicy,
- hotel górski w Bułgarii (projekt typowy, niezrealizowany),
- Centrum Wystawowo-Badawcze Balkancar w Sofii (1983, niezrealizowane)[3].

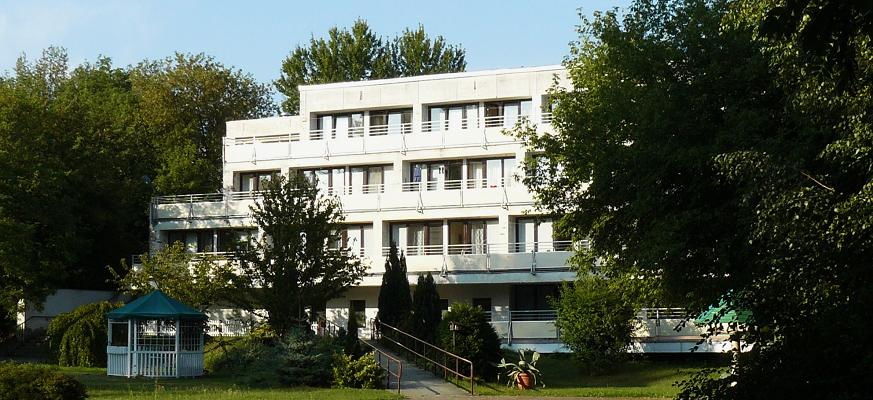
Dom Weterana na Szelągu w Poznaniu
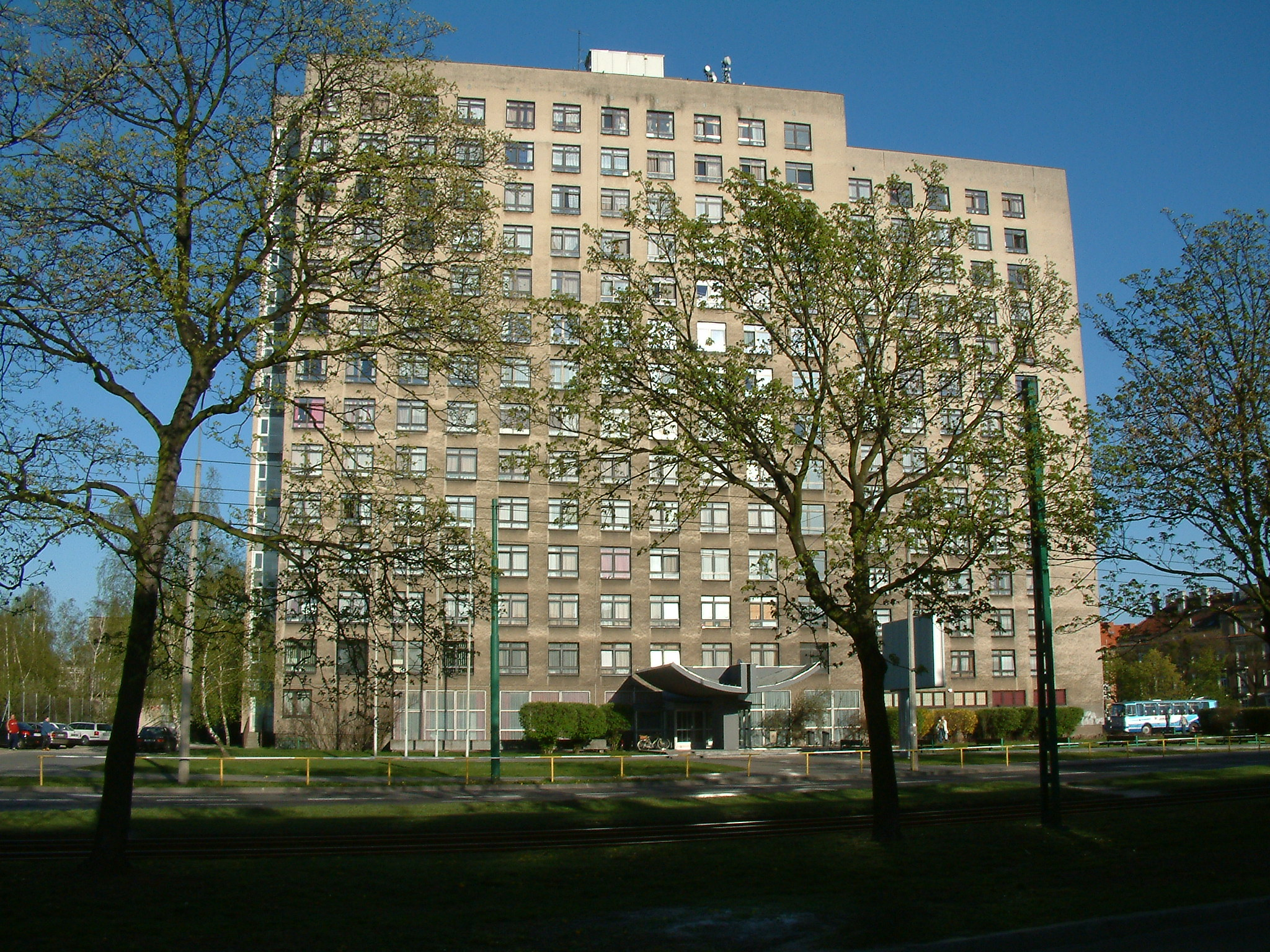
Dom Studencki Eskulap w Poznaniu (przed odnowieniem)